# Tetrastichus guamensis
Tetrastichus guamensis är en stekelart som beskrevs av Yoshimoto och Ishii 1965. Tetrastichus guamensis ingår i släktet Tetrastichus och familjen finglanssteklar.
Artens utbredningsområde är Guam. Inga underarter finns listade i Catalogue of Life.